# Stella Bernadotte
Stella Bernadotte (szw. Estelle Silvia Ewa Mary; ur. 23 lutego 2012 w Solnie) – księżniczka Szwecji, księżna Östergötlandu. Jest starszym dzieckiem księżniczki koronnej (następczyni tronu) Szwecji, Wiktorii Bernadotte, oraz jej męża, Daniela Westlinga. Stella jest również najstarszym wnukiem obecnego króla Szwecji, Karola XVI Gustawa. Zajmuje drugie miejsce w linii sukcesji do szwedzkiego tronu – po swojej matce, a przed swoim młodszym bratem – Oskarem.

## Życiorys

### Narodziny i chrzest
Urodziła się 23 lutego 2012 roku w Szpitalu Uniwersyteckim Karolinska w Solnie o godz. 4.26 jako pierwsze dziecko Daniela Westlinga oraz jego żony, Wiktorii, księżniczki koronnej (następczyni tronu) Szwecji. W dniu urodzin mierzyła 51 centymetrów i ważyła 3.28 kilogramów. Jej ojciec był obecny przy porodzie i osobiście przeciął pępowinę, a następnie ok. godz. 7.00 wziął udział w konferencji prasowej, podczas której oficjalnie poinformował, że „urodziła się mała księżniczka”. Tego samego dnia w południe z okazji urodzin dziewczynki zostało odpalonych 21 salw armatnich przed Pałacem Królewskim w Sztokholmie.

Dzień po narodzinach księżniczki odbyło się nabożeństwo (Te Deum) z okazji jej przyjścia na świat. Tego samego dnia, w czasie posiedzenia szwedzkiego rządu, jej dziadek, Karol XVI Gustaw, ogłosił, że dziewczynka otrzymała imiona Stella Sylwia Ewa Maria (szw. Estelle Silvia Ewa Mary) oraz tytuł księżnej Östergötlandu. Imię Stella nosiła Estelle Manville, żona Folke Bernadotte, kuzyna Gustawa VI Adolfa, dziadka Stelli, Karola XVI Gustawa. Imiona Sylwia i Ewa otrzymała po swoich babkach, królowej Sylwii Sommerlath oraz Ewie Westring. Ostatnie imię, Maria, otrzymała po swojej matce chrzestnej, królowej Danii, Marii.

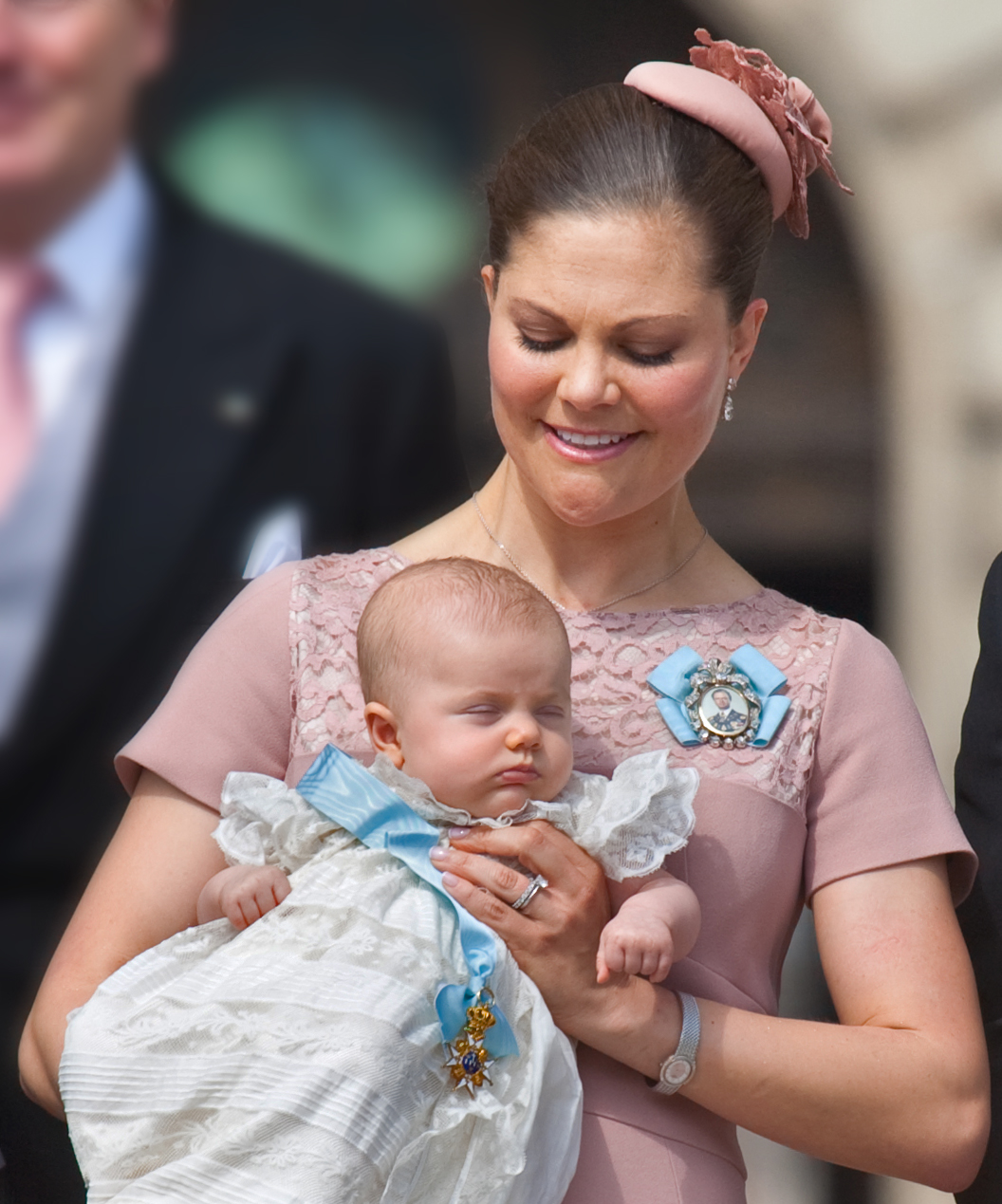
Stella z matką, Wiktorią, w dniu chrztu (2012)

Stella została ochrzczona w wierze luterańskiej 22 maja 2012 roku w kaplicy Pałacu Królewskiego w Sztokholmie. Jej rodzicami chrzestnymi zostali: jej wujek, Karol Filip Bernadotte (książę Värmlandu) i jej ciotka, Anna Westling Söderström, a także Haakon Glücksburg (książę koronny Norwegii), Wilhelm-Aleksander Nassau (książę Oranii, późniejszy król Niderlandów) oraz Maria (królowa Danii), po której księżniczka otrzymała swoje czwarte imię. Uroczystości przewodniczył arcybiskup Anders Wejryd.
Została ochrzczona w szatce chrzcielnej, która była po raz pierwszy noszona przez jej pradziadka, Gustawa Adolfa Bernadotte, kiedy został ochrzczony w 1906 roku. Imię i datę chrztu dodano do sukni. Zgodnie z tradycją zapoczątkowaną na chrzcie jej matki została ochrzczona wodą pochodzącą z drugiej co do wielkości szwedzkiej wyspy – Olandii. Do ceremonii posłużyła pochodząca z końca XVII wieku chrzcielnica ozdobiona 50 kg srebra. W dniu chrztu została odznaczona przez swojego dziadka Orderem Królewskim Serafinów. Po ceremonii oddano 21 salw armatnich, jak uczyniono to w dniu urodzin Stelli. Z okazji chrztu wydano również limitowaną edycję modlitewnika zatytułowanego „Modlitewnik księżniczki Stelli” (szw. Prinsessan Estelles bonbok).

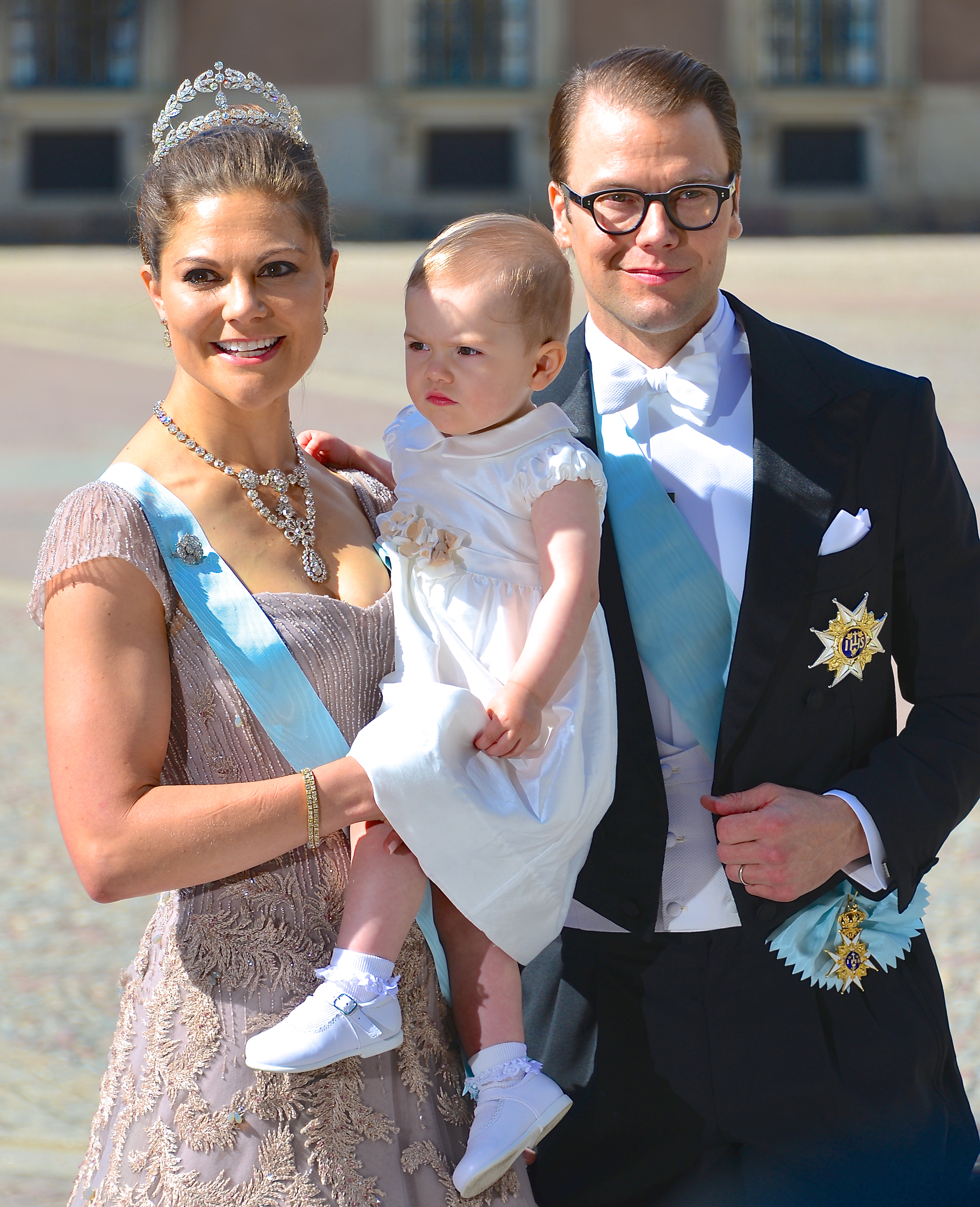
Stella z rodzicami na ślubie swojej ciotki, Magdaleny (2013)

Stella od urodzenia zajmuje drugie miejsce w linii sukcesji do szwedzkiego tronu. Jest również pierwszą kobietą w szwedzkiej historii, która urodziła się z prawem do odziedziczenia korony urodzoną z kobiecego spadkobiercy. Jako pierwsza w historii nie musiała również obawiać się, że utraci swoje drugie miejsce w linii sukcesji do szwedzkiego tronu na rzecz młodszego brata. Jedynie dwie księżniczki Szwecji, które urodziły się jako pierwsze w kolejce do tronu, były przypuszczalnymi następczyniami tronu: Krystyna (która ostatecznie została królową) i Jadwiga Zofia (która została wyprzedzona przez młodszego brata).

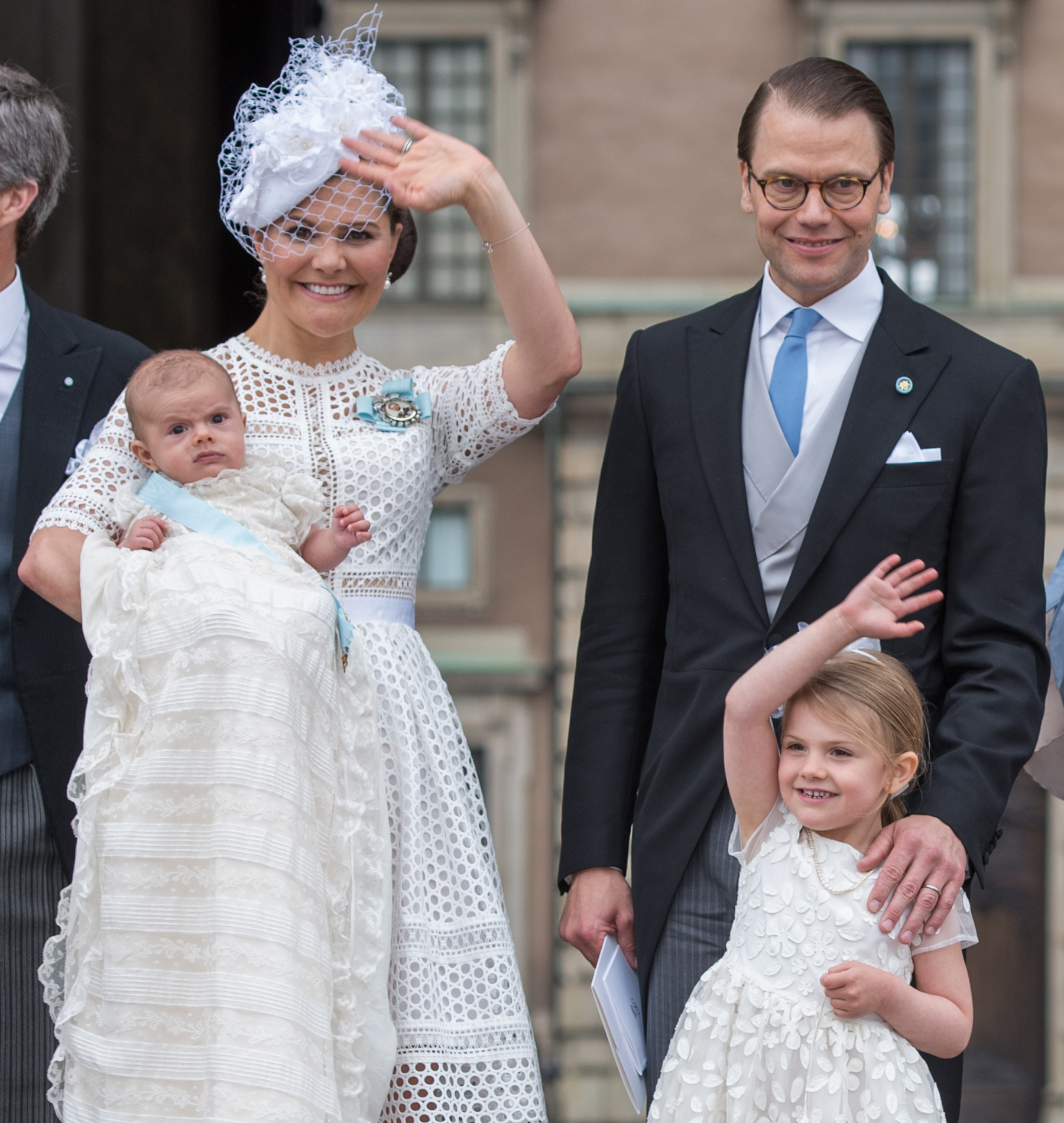
Stella z rodzicami na chrzcie swojego młodszego brata, Oskara (2016)

Stella ma jednego młodszego brata – Oskara (ur. 2 marca 2016).

### Młodość

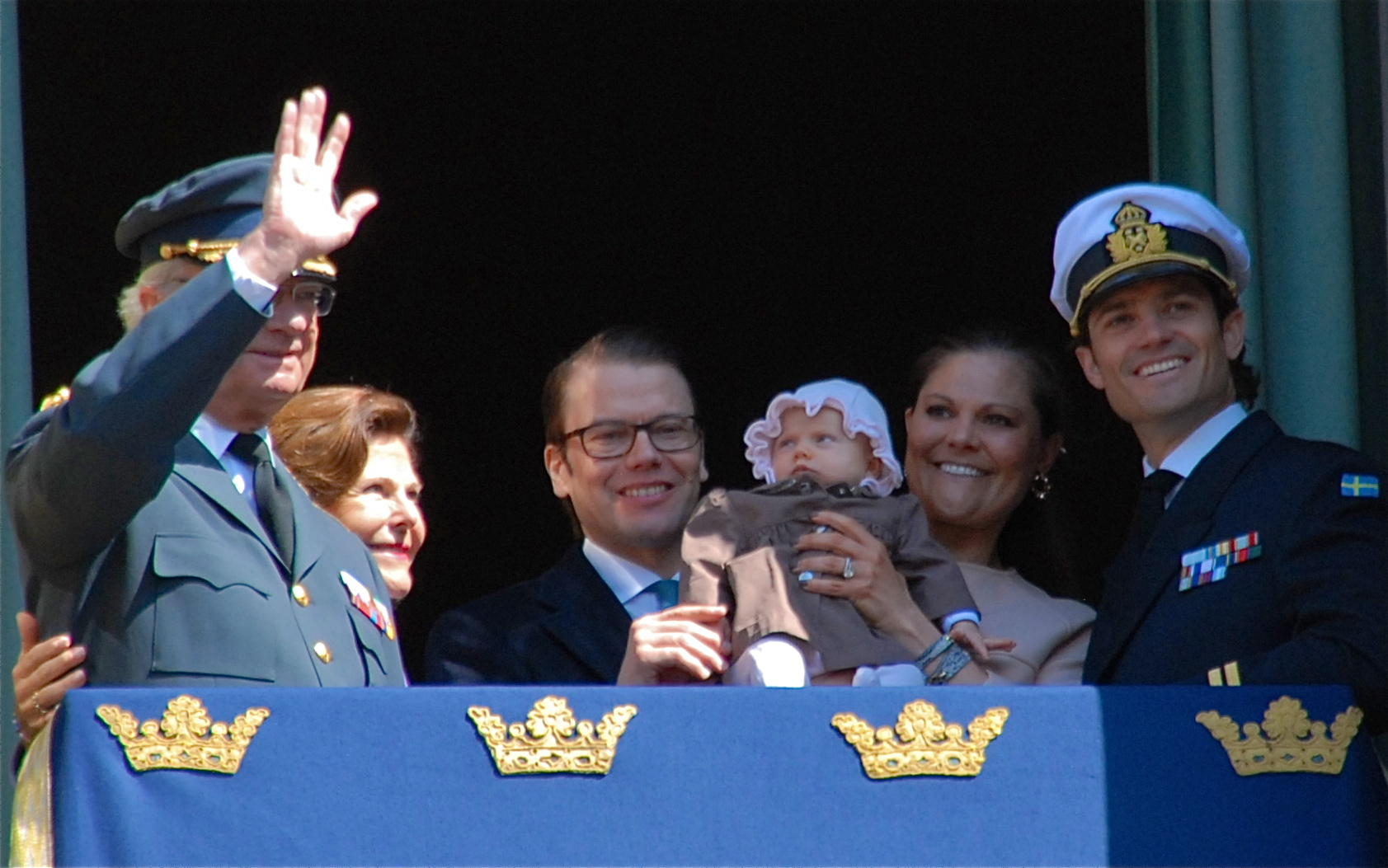
Stella z rodzicami, dziadkami i wujem podczas swojego debiutu na balkonie Pałacu Królewskiego w Sztokholmie (2012)

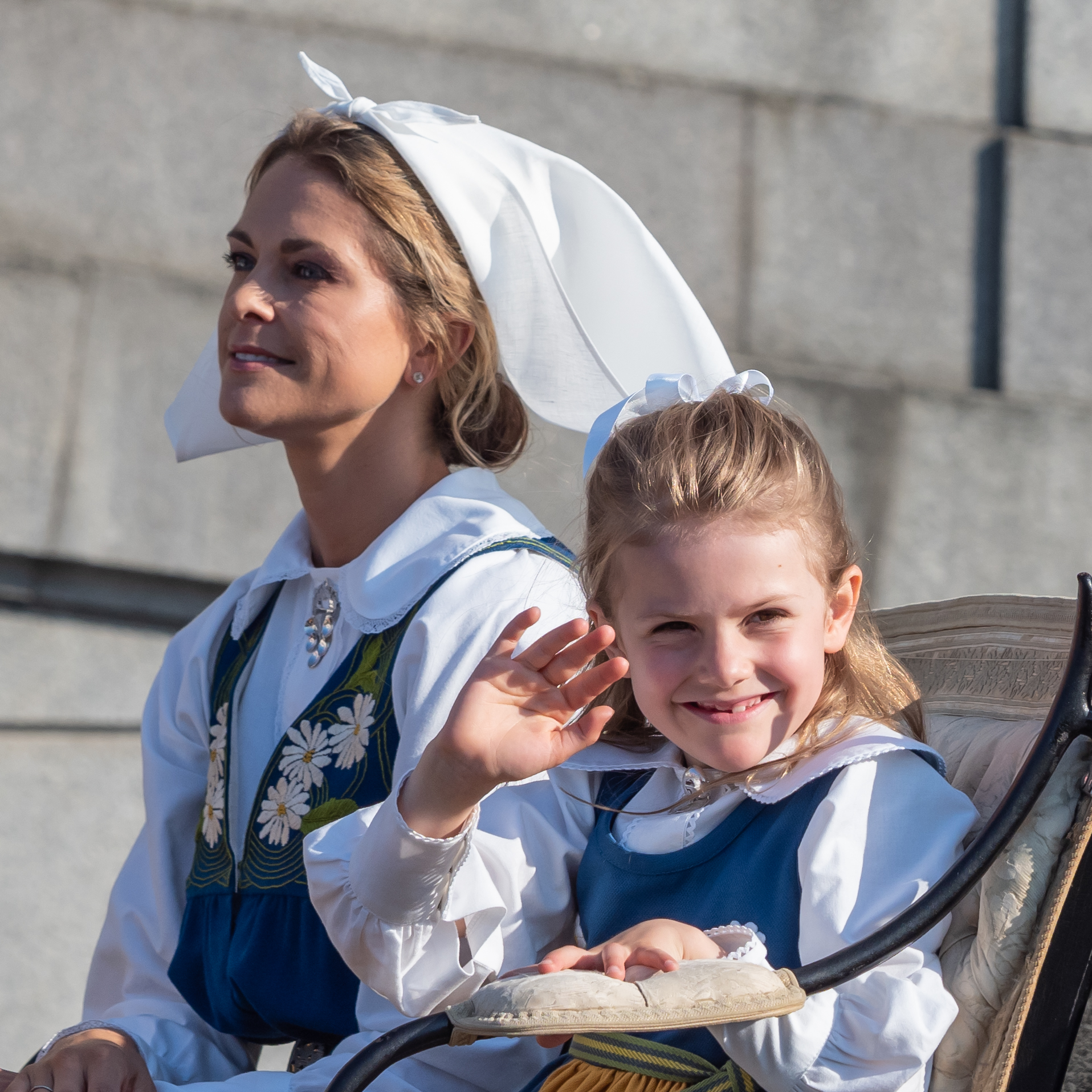
Stella ze swoją ciotką podczas Święta Narodowego Szwecji (2019)

Swoją młodość spędza w pałacu Haga, oficjalnej rezydencji jej rodziców. Po raz pierwszy została zaprezentowana Szwedom niespełna dwa miesiące po narodzinach, w kwietniu 2012 roku, podczas obchodów urodzin jej dziadka, króla Szwecji, Karola XVI Gustawa. Z racji tego, że w przyszłości najprawdopodobniej zostanie królową Szwecji, Stella odbiera staranne wychowanie i od najmłodszych lat oswajana jest z działalnością szwedzkiej rodziny królewskiej. 17 maja 2014 roku, po ukończeniu dwóch lat, po raz pierwszy odwiedziła prowincję Östergötland, której jest księżną. Ponadto bierze udział w wielu uroczystościach rodzinnych oraz państwowych, takich jak coroczne obchody Victoriadagen. Stella była obecna na spotkaniu z księciem i księżną Cambridge, a także z królem Niderlandów, Wilhelmem-Aleksandrem, i jego żoną w czasie ich wizyt w Szwecji kolejno w 2018 i 2022 roku.
21 sierpnia 2018 roku dziewczynka rozpoczęła naukę w szkole Campus Manilla w Sztokholmie. Jej babcia, królowa Sylwia, potwierdziła, że Stella umiała już w tamtym momencie pisać i czytać. Księżniczka od najmłodszych lat uczy się języka angielskiego – jej rodzice, aby oswoić ją z tym językiem, na nianie córki zatrudniali do tej pory same Australijki – początkowo Katie Millington, a później Philippę. Choć jest księżniczką i w przyszłości najpewniej zasiądzie na szwedzkim tronie, rodzice Stelli starają się zapewnić jej „normalne” dzieciństwo – podobne do tego, jakie mają inne dzieci, niepochodzące z arystokratycznych rodzin. Księżniczka koronna i jej mąż nazywają córkę pieszczotliwie „Pricken”, co oznacza „wisienkę na torcie”.
W czerwcu 2025 roku została matką chrzestną swojej najmłodszej kuzynki, Ines.

## Tytulatura
Od 2012: Jej Królewska Wysokość księżniczka Stella, księżna Östergötlandu

## Odznaczenia
- Order Królewski Serafinów – 2012[24]

## Upamiętnienie
W 2017 roku imię Estelle otrzymał pociąg MTR Express. O nadaniu właśnie tego imienia zdecydowali Szwedzi większością głosów. Pociąg kursuje na trasie Sztokholm–Göteborg.

## Genealogia
| Prapradziadkowie                       | Gustaw VI Adolf Bernadotte (1882–1973) ∞ 1905 Małgorzata Koburg (1882–1920) | Karol Edward Koburg (1884–1954) ∞ 1905 Wiktoria Adelajda Schleswig-Holstein (1885–1970) | Moritz Sommerlath (1860–1930) ∞ 1886 Erna Waldau (1864–1944)             | Arthur Floriano de Toledo (1873–1935) ∞ 1900 Elisa Novaes Soares (1881–1928) | Anders Andersson ∞ Brita Westling                                           | Anders Erik Borg ∞ Anna Båth                                                | Johan Gregorius Westring ∞ Anna Samuelsdotter                               | Johan Teodor Hugg ∞ Kristina Jonsdotter                                     |
| Pradziadkowie                          | Gustaw Adolf Bernadotte (1906–1947) ∞ 1932 Sybilla Koburg (1908–1972)       | Gustaw Adolf Bernadotte (1906–1947) ∞ 1932 Sybilla Koburg (1908–1972)                   | Walther Sommerlath (1901–1990) ∞ 1925 Alice Soares de Toledo (1906–1997) | Walther Sommerlath (1901–1990) ∞ 1925 Alice Soares de Toledo (1906–1997)     | Anders Westling (1900–1980) ∞ Frida Berta Borg (1913–1998)                  | Anders Westling (1900–1980) ∞ Frida Berta Borg (1913–1998)                  | John Einar Westring (1913–2000) ∞ Nanny Birgitta Hugg (1916–1993)           | John Einar Westring (1913–2000) ∞ Nanny Birgitta Hugg (1916–1993)           |
| Dziadkowie                             | Karol XVI Gustaw (ur. 1946) ∞1976 Sylwia Sommerlath (ur. 1943)              | Karol XVI Gustaw (ur. 1946) ∞1976 Sylwia Sommerlath (ur. 1943)                          | Karol XVI Gustaw (ur. 1946) ∞1976 Sylwia Sommerlath (ur. 1943)           | Karol XVI Gustaw (ur. 1946) ∞1976 Sylwia Sommerlath (ur. 1943)               | Olle Gunnar Westling (ur. 1945) ∞1967 Anna Kristina Ewa Westring (ur. 1944) | Olle Gunnar Westling (ur. 1945) ∞1967 Anna Kristina Ewa Westring (ur. 1944) | Olle Gunnar Westling (ur. 1945) ∞1967 Anna Kristina Ewa Westring (ur. 1944) | Olle Gunnar Westling (ur. 1945) ∞1967 Anna Kristina Ewa Westring (ur. 1944) |
| Rodzice                                | Wiktoria Bernadotte (ur. 1977) ∞2010 Daniel Westling (ur. 1973)             | Wiktoria Bernadotte (ur. 1977) ∞2010 Daniel Westling (ur. 1973)                         | Wiktoria Bernadotte (ur. 1977) ∞2010 Daniel Westling (ur. 1973)          | Wiktoria Bernadotte (ur. 1977) ∞2010 Daniel Westling (ur. 1973)              | Wiktoria Bernadotte (ur. 1977) ∞2010 Daniel Westling (ur. 1973)             | Wiktoria Bernadotte (ur. 1977) ∞2010 Daniel Westling (ur. 1973)             | Wiktoria Bernadotte (ur. 1977) ∞2010 Daniel Westling (ur. 1973)             | Wiktoria Bernadotte (ur. 1977) ∞2010 Daniel Westling (ur. 1973)             |
| Stella Bernadotte (ur. 23 lutego 2012) |                                                                             |                                                                                         |                                                                          |                                                                              |                                                                             |                                                                             |                                                                             |                                                                             |